# Holothrix praecox
Holothrix praecox är en orkidéart som beskrevs av Heinrich Gustav Reichenbach. Holothrix praecox ingår i släktet Holothrix och familjen orkidéer. Inga underarter finns listade i Catalogue of Life.